# Brachymenium pendulum
Brachymenium pendulum là một loài Rêu trong họ Bryaceae. Loài này được Mont. mô tả khoa học đầu tiên năm 1842.